# Людовик Антуан Анри де Бурбон-Конде, герцог Энгиенский
Луи́ Антуа́н Анри́ де Бурбо́н-Конде, герцог Энгие́нский (фр. Louis Antoine Henri de Bourbon-Condé, duc d’Enghien, 2 августа 1772[…], Замок Шантийи — 21 марта 1804 или 22 марта 1804, Венсенский замок) — французский принц крови, единственный сын последнего принца Конде (одна из младших ветвей королевского дома Бурбонов). Мало известный при жизни, герцог Энгиенский вошёл в историю тем, что был расстрелян во рву Венсенского замка по приказу Наполеона Бонапарта.

## Биография
Единственный сын Луи VI, принца Конде и Батильды Орлеанской (сестры Филиппа Эгалите), Бурбон по отцу и по матери — Луи-Антуан получил домашнее образование под руководством аббата Мийо и коммодора де Виньё. В 1788 г. вступил в королевскую армию. С началом Великой французской революции, через несколько дней после падения Бастилии, эмигрировал вместе с отцом и дедом.
С 1792 года сражался в рядах контрреволюционных сил — вначале под командованием герцога Брауншвейгского, затем — под командованием собственного деда в «Армии Конде». Был неоднократно отмечен за храбрость. После заключения Люневильского мира Луи-Антуан женился на Шарлотте, племяннице кардинала Рогана, и поселился в Эттенхайме (Эттенгейме; герцогство Баденское). Жил на английскую пенсию. В первом томе «Войны и мира» приводится анекдот о том, что герцог и Наполеон оказались соперниками по любовной связи с совсем юной «мадемуазель Жорж» (Маргаритой-Жозефиной Вимер); Наполеон, действительно, был с ней в связи, герцог — скорее всего, нет.

### Похищение и казнь
После Великой французской революции герцог Энгиенский оказался в эмиграции в одном из германских княжеств — Бадене. И хотя в это время англичане и роялисты плели заговоры против Наполеона, герцог Энгиенский скромно жил на содержании англичан и не принимал участия в антинаполеоновской деятельности.
В марте 1804 года до Наполеона от своего министра Талейрана дошли сведения, что герцог Энгиенский связан с заговором Кадудаля-Пишегрю, в то время казавшимся главной опасностью для режима. Некий принц якобы сопровождал изменника Дюмурье и делал тайные визиты во Францию. Несмотря на то, что имя спутника Дюмурье стало известно (и это точно был не герцог Энгиенский), Наполеон отдал приказ похитить герцога по плану, составленному самим Талейраном.
Герцог Энгиенский в это время жил в городке Эттенгейме, проводя дни в праздности и любовных похождениях. На этой слабости герцога и сыграл шпион Шульмейстер. Он захватил молодую женщину, возлюбленную герцога, и увёз её в приграничный город Бельфор. Герцог узнал об этом, а вскоре получил письмо от возлюбленной, подделанное шпионом, в котором она якобы умоляла спасти её из плена. Герцог немедленно бросился к ней на выручку, надеясь подкупить стражников и освободить даму сердца. Шульмейстеру только это и было нужно. На всякий случай при нападавших был официальный документ к баденским властям с обвинениями в адрес эмигранта, которое передали после завершения операции.
Как только герцог Энгиенский пересёк французскую границу, он был схвачен, 15 марта 1804 года привезён в Париж, судим военным судом и ночью расстрелян жандармами в Венсенском лесу. После обнародования приговора аристократ был готов поговорить с Наполеоном, но, по воспоминаниям императора, этого не допустил Талейран (однако он написал письмо, копию которого впоследствии видел Стендаль). При этом палачи заставили его держать в руках фонарь, чтобы удобнее было целиться. Возлюбленную герцога выпустили на свободу. Она даже не подозревала, какую роль сыграла в столь страшном деле.
Казнь герцога Энгиенского ускорила создание Третьей антифранцузской коалиции (1805). Жозефу Фуше приписывается фраза: «Это хуже, чем преступление. Это ошибка» (фр. C'est pire qu'un crime, c'est une faute). В действительности эту фразу сказал Антуан Буле де ля Мёрт, председатель Законодательной комиссии, разработавшей знаменитый Гражданский кодекс Наполеона. Фуше был кровно заинтересован в расстреле герцога, так как его смерть делала невозможным примирение Наполеона с Бурбонами и сам Фуше ранее голосовал за казнь короля и был ответствен за казни многих роялистов.
Узнав об убийстве герцога, Шатобриан сразу же подал в отставку. Коленкур, арестовавший герцога и доставивший его в Венсен, был уверен в том, что того ждёт лишь тюрьма. Он никогда не простил Наполеону свою роль в этом деле, однако остался у него на службе до конца, демонстрируя лишь личную холодность.
В 1816 останки герцога были перезахоронены в часовне Венсенского замка. Отец и дед пережили смерть герцога Энгиенского, но род Конде пресёкся навсегда.
В 1818 году, в эпоху Реставрации, Луи Конде возвратился в Париж. Узнав об этом, Талейран завязал дружбу с близкой принцу женщиной, которой сообщил «великую, святую тайну»: он не причастен к убийству герцога Энгиенского, которого безуспешно пытался предупредить. Эта история показалась правдивой отцу покойного, который при личной встрече поблагодарил дипломата за самоотверженность. Избавляться от порочивших себя документов по этой теме Талейран начал в апреле 1814 года.

## В литературе
- Александр Дюма. Шевалье де Сент-Эрмин.
- Лев Толстой. Война и мир.
- Жюльетта Бенцони. Марианна. Звезда для Наполеона
- Франсуа Рене де Шатобриан. Замогильные записки
- Артур Конан Дойл. Тень великого человека (граф де Лиссак перед смертью признается, что он командовал отрядом, похитившим герцога)

## В кино
- «Смерть герцога Энгиенского в 1804 году[фр.]» (немой, Франция, 1909), реж. Альбер Капеллани. В роли герцога Энгиенского Жорж Гранд[фр.]
- Смерть герцога Энгиенского / La mort du duc d’Enghien (немой, Франция, 1912), реж. Альбер Капеллани
- Смерть герцога Энгиенского / La mort du duc d’Enghien (немой, Франция, 1916), реж. Жорж Монка[фр.]
- «Адъютанты любви» (Россия, 2005—2006). В роли герцога Энгиенского — Илья Бледный.
- Александр I (Россия, 2025). В роли герцога Энгиенского - Стефан де Дюрфор.